# Intendencia de Mérida
La Intendencia de Mérida, Corregimiento-Intendencia de Mérida, Corregimiento-Intendencia-Capitanía General de Mérida o Intendencia de Mérida de Yucatán, fue una de las 12 intendencias en las que se dividió el virreinato de Nueva España por mandato de la Real Ordenanza para el establecimiento e instrucción de intendentes de ejército y provincia en el reino de la Nueva España, promulgada en Madrid en 1786, durante el gobierno del rey Carlos III como parte de las reformas borbónicas. Su capital fue la ciudad de Mérida.
Se trató de una de las dos «intendencias compuestas» que existieron en el virreinato (junto a la Intendencia de San Luis Potosí), pues además de su territorio provincial tenían a su cargo otros territorios con gobernadores independientes, pero subdelegados al intendente en el ramo de hacienda. Estos territorios fueron:
- Presidio del Carmen/Laguna de Términos (Gobierno)
- Tabasco (Gobierno)

Su territorio correspondía a los actuales estados mexicanos de Yucatán, Campeche, Quintana Roo y partes de Tabasco.

### Organización territorial
La intendencia de Mérida se conformaba de las siguientes jurisdicciones: 
- Mérida
- Hunucmá/Camino Real Bajo
- Calkini/Camino Real Alto
- Campeche
- Bolonchen Cauich
- Sahcabchen
- Sierra (a partir de 1802: Sierra Alta)
- Sierra Baja (1802, formado de la Sierra)
- La Costa
- Sotuta/Beneficios Bajos
- Tihosuco/Beneficios Altos
- Valladolid
- Tizimín
- Presidio de San Felipe de Bacalar (Gobierno nominal)

Las siguientes solo dependían de la intendencia en el ramo de hacienda:
- Presidio del Carmen/Laguna de Términos (Gobierno)
- Tabasco (Gobierno)